# 内灘海岸
内灘海岸（うちなだかいがん）は、石川県の金沢市粟ケ崎から内灘町、さらにかほく市にかけて位置する海岸。内灘砂丘が位置しているが、砂丘の範囲に関しては諸説ある（内灘砂丘を参照）。内灘海岸として快水浴場百選に選定されている。

## 概要
内灘海岸が一般に利用されるようになったのは浅野川電鉄が開業した1925年（大正14年）以降のこととされている。海水浴客として訪れたのは地元民よりも金沢市民の方が多かったといわれ、内灘村に隣接していた粟ヶ崎海水浴場は特に賑わい、海水浴場行きの軌道自動車が粟ヶ崎遊園駅から終夜運転されたこともあった。1929年（昭和4年）には鉄道が延伸して粟ヶ崎海岸駅が開業し、海水浴シーズンにのみ運行された。
第二次世界大戦の勃発により海水浴客は減少。戦後、1952年（昭和27年）に内灘砂丘の一部が在日米軍の砲弾試射場として接収された際には内灘闘争が起こった（1977年に廃止）。
経済復興とともに海水浴客で再び賑わうようになり、粟ヶ崎海水浴場は北陸鉄道浅野川線を使って金沢市民などが多く訪れた。この増加に対応して1965年（昭和40年）に、浜茶屋12棟、駐車場、監視所、シャワー室などを設けた内灘町営海水浴場が開設された。さらに1966年（昭和41年）には権現森にも海水浴場が開設された。一方でこれらの新規の海水浴場の開設や金沢港の開発のあおりを受けて、粟ヶ崎海水浴場は閉鎖されることとなった。
昭和40年代には、北から西荒屋、権現森、鶴ヶ丘（大根布）、内灘の4つの海水浴場があり、特に最も規模が大きい内灘海水浴場には12軒の浜茶屋があり、1967年（昭和42年）には協同組合も組織された。
海水浴場は2016年（平成28年）まで組合が営業していた。しかし、内灘海岸を管理する石川県では、騒音などのトラブルや午後6時までの営業時間が守られないなどとして同年に内灘海岸海の家管理組合に対する占有許可を打ち切った。翌2017年（平成29年）にはおよそ半世紀ぶりに内灘町の町営の海水浴場が開設された。
組合側は占有許可が下りないことを違法として訴訟を起こしたが、2019年に最高裁判所は上告を棄却した。これを受けて、2023年（令和5年）11月から浜茶屋の解体撤去と原状回復のための行政代執行が行われ、2024年（令和6年）2月22日に行政代執行が終了した。

## イベント
世界の凧の祭典が開催されている。また、内灘海水浴場では、毎年7月上旬に「ビ－チベ－スボ－ル大会」が開催されている。